# Million Dollar: Happiness
Million Dollar: Happiness — четвертий студійний альбом російського реп-виконавця та музиканта Моргенштерна, випущений 21 травня 2021 року на лейблі Atlantic Records Russia.
Альбому передував сингл «Show», який вийшов 17 травня 2021 року.
Альбом є початком дилогії «Million Dollar». Його логічне продовження — альбом Million Dollar: Business.

## Опис

### Думки та рецензії
Як вважають деякі видання, назва альбому Million Dollar: Happiness є відсиланням до платівки репера Pharaoh — Million Dollar Depression.
Meduza зазначає, що пісень в альбомі менше тринадцяти: в одній із них артист ригає протягом 40 секунд; кілька треків є скітами, один із яких - лише білий шум. У решті треків артист хвалиться грошима, переспівує «Забирай меня скорей» гурту «Руки Вверх!» і зізнається в коханні президенту Росії: «В свое сердце я впускаю лучших - там деньги, мама и Владимир Путин (рос. У своє серце я впускаю найкращих - там гроші, мама та Володимир Путін)».
The Flow робить акцент на тому, що альбом вийшов у день народження репера Олега «Kizaru» Нечипоренка, з яким у Моргенштерна давній конфлікт. До альбому також були приурочені офіційні стікери «ВКонтакте», на малюнках яких зображений сам Kizaru, а самі вони названі уїдливим димінутивом «Кізяка». У відповідь на це Олег зібрався вилучити всі свої треки з VK, про що повідомило знайоме з ситуацією джерело.

### Дилогія
Тижнем пізніше, 28 травня 2021 року, вийшов альбом Million Dollar: Business. Він є логічним продовженням дилогії «Million Dollar», початком якої став альбом Million Dollar: Happiness.

## Рейтинги
| Рік  | Видавець  | Рейтинг           | Позиція | Прим. |
| ---- | --------- | ----------------- | ------- | ----- |
| 2021 | ВКонтакте | Топ альбомів року | 8       | [ 2 ] |

## Комерційний успіх
Ще до виходу платівки Моргенштерн отримав передоплату в розмірі одного мільйона доларів від лейбла Atlantic Records Russia.
Альбом набрав мільйон прослуховувань ВКонтакте через 15 хвилин після релізу.

## Список композицій
Адаптовано під Apple Music та ВКонтакте
| №   | Назва                                                                 | Автор                                                                    | Продюсер                  | Тривалість |
| 1.  | «Show»                                                                | - Алішер Моргенштерн - Алішер Абдулкарімов                               | - Leezey - Marlow Beats   | 1:38       |
| 2.  | «Бебебе»                                                              | - Алішер Моргенштерн - Олександр Мерзляков - Олег Бекназаров             | Diamond Style             | 2:08       |
| 3.  | «Искусство за 90900 (Скит)»                                           | - Алішер Моргенштерн                                                     | Моргенштерн               | 0:40       |
| 4.  | «Ретро рейв»                                                          | - Алішер Моргенштерн - Олексій Потехін - Сергій Жуков - Олександр Марков | Gredy                     | 2:47       |
| 5.  | «No Mo Luv»                                                           | - Алішер Моргенштерн - Олександр Марков                                  | Gredy                     | 2:18       |
| 6.  | «Слава вернись» (Interlude)                                           | Алішер Моргенштерн                                                       | Моргенштерн               | 2:15       |
| 7.  | «Скит от Славы»                                                       | - Алішер Моргенштерн - Артем Готліб                                      | Моргенштерн, Slava Marlow | 1:03       |
| 8.  | «Последний бит от Славы»                                              | - Алішер Моргенштерн - Артем Готліб                                      | Slava Marlow              | 1:17       |
| 9.  | «Скит заблокирован. Слив в телеге» (ранее — «Скит от первого канала») | - Алішер Моргенштерн                                                     | Моргенштерн               | 0:20       |
| 10. | «Чёрный бумер»                                                        | - Алішер Моргенштерн - Олександр Марков - Максим Постоєв                 | - Gredy - Baggo           | 2:38       |
| 11. | «Ты ослеп»                                                            | - Алішер Моргенштерн - Ігор Власов                                       | XWinner                   | 2:06       |
| 12. | «Можно сфоткаться?»                                                   | - Алішер Моргенштерн - Ігор Негуляєв                                     | Pretty Scream             | 1:05       |
| 13. | «Pablo»                                                               | - Алішер Моргенштерн - Гаррінгтон Спенс                                  | Gerard                    | 1:53       |